# 1979 à la télévision
| Années de la télévision : 1976 - 1977 - 1978 - 1979 - 1980 - 1981 - 1982    |
| Décennies de la télévision : 1940 - 1950 - 1960 - 1970 - 1980 - 1990 - 2000 |

Cet article présente les faits marquants de l'année 1979 à la télévision.

## Évènements
- 15 décembre : Création de la Rete 3, troisième chaîne de télévision italienne.

## Série télévisée
- mars :
  - La Lumière des justes, feuilleton de Jean Chatenet et Jean Cosmos.
  - Par-devant notaire, mini-série télévisée française, diffusée la première fois le 30 mars 1979.
- 31 juillet : début de la diffusion de la série américaine Les Arpents verts sur France 2.
- septembre : L'Île aux trente cercueils de Marcel Cravenne.
- Le Comte de Monte-Cristo, feuilleton réalisé par Denys de La Patellière avec Jacques Weber, Carla Romanelli.
- décembre : 
  - Les Quatre Cents Coups de Virginie de Bernard Queysanne et Marcel Mithois.
  - Les Dames de la côte de Nina Companeez.

## Feuilleton télévisé
- Le feuilleton Côte Ouest est créé aux États-Unis (diffusé neuf ans plus tard en France).

## Téléfilm
- Madame de Sévigné : Idylle familiale avec Bussy-Rabutin, téléfilm français, diffusé la première fois le 3 avril 1979.

## Principales naissances
- 21 février : Jennifer Love Hewitt, actrice productrice, scénariste et chanteuse américaine.
- 20 mars : Faustine Bollaert, journaliste, animatrice de télévision et animatrice de radio française.
- 12 avril :
  - Claire Danes, actrice américaine.
  - Jennifer Morrison, actrice américaine.
- 26 avril : Ariane Brodier, présentatrice française.
- 20 juillet : Anaïs Baydemir, présentatrice météo franco-turque.
- 1er août : Jason Momoa, acteur, producteur et réalisateur américain.
- 24 août : Fabienne Carat, actrice française.
- 7 octobre :
  - Aaron Ashmore, acteur canadien.
  - Shawn Ashmore, acteur canadien.
- 5 novembre : Tarek Boudali, acteur, scénariste et réalisateur franco-marocain.
- 12 novembre : Cote de Pablo, actrice américaine.

## Principaux décès
- 17 août : Vivian Vance, actrice américaine (° 26 juillet 1909).
- 25 décembre : Lee Bowman, acteur américain (° 28 décembre 1914).